# Coupe Spengler 1967
Navigation
Édition précédente Édition suivante
La Coupe Spengler 1967 est la 41e édition de la Coupe Spengler. Elle se déroule en décembre 1967 à Davos, en Suisse.
Cette édition marque un tournant : une équipe soviétique (qui remporte la compétition) et la participation d'équipes nationales. Inédit également, le HC Davos ne participe pas mais est remplacé par la sélection nationale Suisse.

## Règlement du tournoi
Les équipes sont regroupés au sein d'un seul groupe. Les équipes jouent un match contre chacune des autres équipes. Les deux premiers de la poule dispute un match permettant de déterminer le vainqueur de la Coupe Spengler.

## Résultats

### Phase de groupe
| Clt   | Équipe           | PJ | V | D | N | BP | BC | Pts |
| ----- | ---------------- | -- | - | - | - | -- | -- | --- |
| +001, | Lokomotiv Moscou | 3  | 2 | 0 | 1 | 11 | 7  | 5   |
| +002, | Kingston Aces    | 3  | 2 | 1 | 0 | 5  | 3  | 4   |
| +003, | Suisse           | 3  | 1 | 2 | 0 | 8  | 11 | 2   |
| +004, | Finlande 2       | 3  | 0 | 2 | 1 | 9  | 12 | 1   |

- Qualifié directement pour la finale

### Phase finale

#### Match pour la3eplace
| 31 décembre | Suisse | 2-9 | Finlande 2 | Eisstadion Davos |

#### Finale
| 31 décembre | Lokomotiv Moscou | 8-4 | Kingston Aces | Eisstadion Davos |